# دی گراند
دی گراند (به انگلیسی: D Ground) یک منطقهٔ مسکونی در پاکستان است.